# Gian Francesco Albani
Gian Francesco Albani (26 de fevereiro de 1720 — 15 de setembro de 1803) foi um cardeal italiano, bispo de Óstia-Velletri e decano do Colégio dos Cardeais. Por seus 56 anos como cardeal, considera-se que teve um dos mais longos cardinalatos da História e o mais longo decanato.

## Biografia
Descendente de uma distinta família italiana, de refugiados da Albânia no século XV, originalmente a família tinha dois ramos: Bergamo e Urbino. Era filho de Carlo Albani, príncipe de Soriano, e Teresa Borromeo. Era sobrinho-neto do Papa Clemente XI (1700-1721). Sobrinho de cardeais Annibale Albani (1711), e Alessandro Albani, O.S.Io.Hieros. (1721). Tio do Cardeal Giuseppe Albani (1801). O primeiro cardeal da família foi Gian Girolamo Albani (1570).

## Vida religiosa
Protonotário apostólico, em outubro de 1740, foi feito Vigário da Basílica Patriarcal Liberiana, em março de 1742. Presidente da Câmara Papal, em novembro de 1742. Clérigo da Câmara Apostólica, setembro de 1743. Pró-secretário do Sagrada Congregação de Imunidade Eclesiástica, setembro de 1743. Relator da Sagrada Congregação de Indulgências e Relíquias Sagradas, em 1743. Seu tio, o cardeal Annibale Albani, cardeal protetor do reino da Polônia, pediu ao rei Augusto III para solicitar a promoção ao cardinalato do sobrinho Gian Francesco.

## Cardinalato
Criado cardeal-diácono no consistório de 10 de abril de 1747, recebeu o barrete cardinalício em 13 de abril, e a diaconia de São Cesário, em 15 de maio.
Recebeu o subdiaconato em novembro de 1747 e o diaconato em 31 de março de 1748. Foi feito cardeal protetor do reino da Polónia em 1751. Foi ordenado em 1759. Optou pela ordem de cardeais-presbíteros e o título de São Clemente em 12 de fevereiro de 1759.

## Episcopado
Optou pela ordem dos cardeais-bispos e pela sé suburbicária de Sabina, em 21 de julho de 1760. Consagrado bispo em 21 de setembro, na Basílica de Ss. XII Apostoli, em Roma, pelo Papa Clemente XIII, assistido pelo Cardeal Giuseppe Spinelli, bispo de Porto e Santa Rufina, vice-decano do Colégio dos Cardeais, pelo Cardeal Flavio Chigi, pelo Cardeal Camillo Paolucci, bispo de Frascati e pelo Cardeal Carlo Alberto Guidobono Cavalchini, bispo de Albano. É nomeado protetor da Ordem de São Jerônimo.
Protetor da Congregação do Santíssimo Pietro de Pisa, em 8 de outubro de 1761. É nomeado cardeal protetor do reino da Escócia, em 13 de maio de 1763. Após a expulsão dos jesuítas do reino de Nápoles em 1768, foi nomeado membro de uma congregação especial instituído pelo papa, no qual se pronunciou a favor da supressão da Companhia de Jesus. Após a eleição do Papa Clemente XIV, a quem ele se opõe fortemente, o cardeal Gian Francesco se recusou a servir no trono papal, e encontrou-se mais uma vez em desacordo com as posições tomadas pelo papa, especialmente sobre a questão dos jesuítas, que ele agora apoiava e defendia. Optou pela sé suburbicária de Porto e Santa Rufina, em 15 de março de 1773, tornando-se vice-decano.
Nos anos seguintes, ele trabalhou para o restabelecimento da Companhia de Jesus. Passou para a sé suburbicária de Óstia e Velletri, em 18 de dezembro de 1775, assumindo também o cargo de Decano do Sacro Colégio dos Cardeais e Prefeito da Sagrada Congregação Cerimonial. Também é nomeado arcipreste da Basílica Patriarcal Liberiana. Em 1789, juntamente com os cardeais Francesco Saverio de Zelada, Cardeal Secretário de Estado, de Leonardo Antonelli, Hyacinthe Sigismond Gerdil, C.R.S.P., e Filippo Campanelli, fez parte de uma congregação especial, instituída pelo Papa Pio VI, que analisou e condenou o "Puntazioni di Ems" de 25 de agosto de 1786, e do Sínodo de Pistoia, realizado de 18 a 28 de setembro de 1786, para avançar sobre o jansenismo.
Após a Revolução que eclodiu na França, foi convidado a participar, juntamente com os cardeais Vitaliano Borromeo, Leonardo Antonelli, Filippo Campanelli, Guglielmo Pallotta e Gregorio Antonio Maria Salviati, da Congregação para os Assuntos da França, que foi examinar a situação que se seguiu à promulgação da Constituição Civil do Clero, e orientando as decisões difíceis do papa. Durante a primeira invasão francesa de Roma, ameaçado de ser preso com toda a sua família pelo general Berthier, ele escapou de Roma, em fevereiro de 1798, ficando por alguns meses na abadia de Casamari; de lá, em julho, ele foi para Nápoles, quando os franceses entraram em Roma e devastaram a villa do cardeal e confiscaram seus bens. Ele permaneceu por algum tempo em Nápoles, e aceitou o convite do Cardeal Jean-Siffrein Maury para viajar a Veneza. Foi de sua responsabilidade, após a morte do papa, escolher o lugar onde o conclave seria realizado (em 13 de novembro de 1798, uma bula papal do Papa Pio VI, em antecipação ao momento difícil que a sua morte abriria para a Igreja, havia de fato dado para o mais velho dos cardeais a escolha do local, no território governado por um príncipe católico, em que o Colégio dos Cardeais tinha para eleger seu sucessor).
Embora logo após a morte do Papa Pio VI as tropas napolitanas e austríacas tenham entrado em Roma, libertando-a do julgo francês, o cardeal Albani, como decano do Sacro Colégio, escolheu Veneza para a celebração do conclave e o colocou sob a proteção do Imperador Francisco II. O novo Papa Pio VII nomeou-o legado a latere, juntamente com os cardeais Aurelio Roverella e Giulio Maria della Somaglia, para ir a Roma à frente do Papa e receber do Rei Fernando IV de Nápoles o governo dos Estados Pontifícios. Apesar de sua idade avançada, o cardeal tomou parte nas discussões da Concordata com a França, e, sucessivamente, com a República Italiana, 1800-1802. Durante seu cardinalato, de 56 anos de duração, ele foi o principal representante da linha pró-austríaca (e antifrancesa).
Morreu em 15 de setembro de 1803, em Roma. Foi velado na igreja de Santa Maria in Vallicella, onde ocorreu o funeral; depois foi transferido privadamente para a Basílica de Santa Maria Maior e, segundo seu testamento, sepultado no túmulo de seus cônegos.

## Conclaves
- Conclave de 1758 - participou da eleição do Papa Clemente XIII.
- Conclave de 1769 - participou da eleição do Papa Clemente XIV.
- Conclave de 1774-1775 - participou como vice-decano da eleição do Papa Pio VI.
- Conclave de 1799-1800 - participou como decano da eleição do Papa Pio VII.